# Androscoggin megye
Androscoggin megye az Amerikai Egyesült Államokban, azon belül Maine államban található. Megyeszékhelye Auburn, legnagyobb városa Lewiston. Lakosainak száma 111 139 fő (2020. április 1.). Androscoggin megye Franklin, Cumberland, Kennebec, Sagadahoc és Oxford megyékkel határos.

## Népesség
A megye népességének változása:
| Lakosok száma | 107 672 | 107 431 | 107 632 | 107 604 | 107 233 | 111 139 |
|               | 2010    | 2011    | 2012    | 2013    | 2015    | 2020    |